# Империя комаров
«Империя комаров» (англ. Mosquito State) — польско-американский психологический триллер 2020 года, снятый режиссёром Филипом Яном Рымшей. Премьера фильма состоялась 4 сентября 2020 года на 77-м Венецианском кинофестивале, где он получил премию Бисато д’Оро за лучшую операторскую работу.

## Сюжет
Финансовый аналитик Ричард Бока живёт в пентхаусе с видом на Центральный парк. Он увидел факторы, которые могут привести к краху экономики. Разработав аналитическую модель на основе пчёл, предназначенную для спасения производства миндаля, он решает разработать новую аналитическую модель, основанную на комарах…

## В ролях
- Бо Кнапп — Ричард Бока
- Шарлотта Вега — Лена дель Алькасар
- Джек Кеси — Бо Харрис
- Оливье Мартинес — Эдвард Вернер
- Одри Василевски — Салли, секретарша
- Дейзи Бишоп — Эбигейл Грант
- Доминика Качлик — Дженнифер
- Максимилиан Кубиак — Пит
- Ситараман Кришна — Нареш
- Хай Хунг Динь — Бинг
- Войцех Боцяновский — большой Джо
- Кристин Гудвин — ведущая новостей Синди
- Келли Дин Купер — ведущий новостей Дин
- Каролина Эспиро — экономист, резидент Рейчэл Годой

## Съёмочная группа
- Режиссёр: Филип Ян Рымша
- Продюсеры: Филип Ян Рымша, Влодзимеж Нидерхаус[пол.], Алисса Суонзи
- Сценаристы: Филип Ян Рымша, Марио Зермено
- Оператор: Эрик Корец
- Композитор: Цезары Скубишевски

## Награды и номинации
- Международный кинофестиваль «Эра. Новые горизонты»[англ.] — номинация (2020)
- Женевский международный кинофестиваль[англ.] — номинация (2020)
- Кинофестиваль в Сиджесе — награда (2020)
- Кинофестиваль в Жерармере — номинация (2021)
- Гдыньский кинофестиваль — награда и номинация (2021)
- Фестиваль фильмов «Ночь страха»[англ.] — награда (2022)
- Польская кинопремия 2022[англ.] — номинация